# Koziegłowy (powiat poznański)
Koziegłowy – wieś w Polsce położona w województwie wielkopolskim, w powiecie poznańskim, w gminie Czerwonak. Graniczy bezpośrednio z Poznaniem (dzielnicą Karolin). Leży przy drodze wojewódzkiej nr 196 Poznań–Murowana Goślina–Wągrowiec (ulica Gdyńska).
Pod względem liczby ludności jest to jedna z największych polskich wsi. Pod koniec grudnia 2010 Koziegłowy miały 11 425 mieszkańców (według innego źródła w 2011 było ich 11 878), ustępując jedynie położonej w województwie śląskim wsi Kozy, zamieszkanej przez 12 194 osoby.
Miejscowość ta dzieli się na trzy jednostki pomocnicze gminy: jedno sołectwo (sołectwo Koziegłowy, o powierzchni 3,78 km²) oraz dwa osiedla (osiedle Leśne i osiedle Karolin).

## Historia

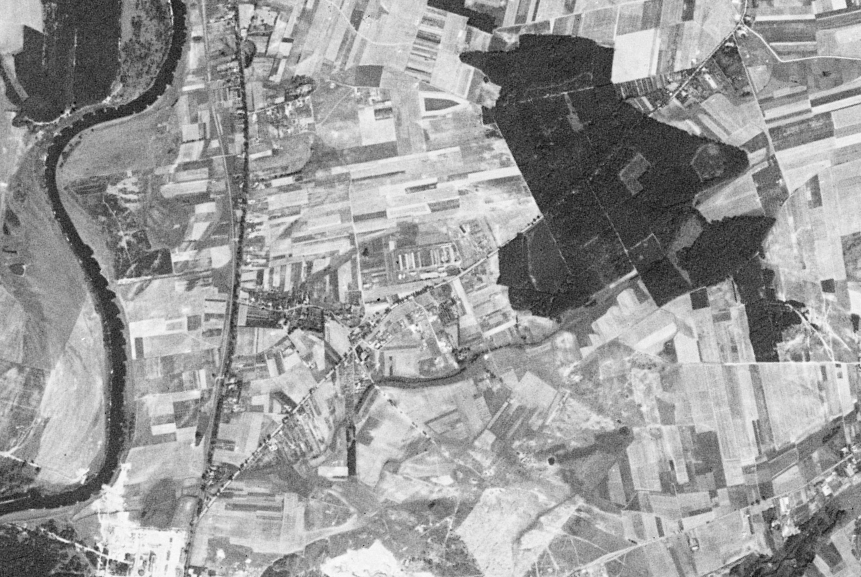
Koziegłowy sfotografowane przez amerykańskiego satelitę wywiadowczego (23 sierpnia 1965)

Pierwsza wzmianka w dokumentach o wsi Koziegłowy pojawia się w 1296 i dotyczy przekazania jej kapitule poznańskiej. Przypuszcza się, że istniała już dużo wcześniej – o odległej historii wsi świadczą cenne i ciekawe znaleziska archeologiczne (począwszy od neolitu), a także „srebrny skarb” z przełomu X i XI wieku.
Wieś duchowna, własność kapituły katedralnej poznańskiej, pod koniec XVI wieku leżała w powiecie poznańskim województwa poznańskiego.	
Nazwa wsi może pochodzić od pagórków przypominających kozie głowy lub od przezwiska „Kozia Głowa”. Z zachowanych przekazów wiadomo, że w XVI wieku Koziegłowy słynęły z hodowli ryb. W 1880 wieś zamieszkiwało 169 osób. W podaniach krąży również legenda, że nazwa wzięła się od jednej powodzi, podczas której na nadwarciańskich łąkach widać było tylko głowy pasących się kóz.

## Infrastruktura
Szybki rozwój miejscowości nastąpił w latach 70. i 80. XX wieku. Najpierw powstało osiedle Karolin, dla pracowników pobliskiej elektrociepłowni Karolin. Od 1982 Spółdzielnia Mieszkaniowa im. 23 lutego rozpoczęła budowę osiedla Leśnego. Od lat 90. XX w. swoje bloki mieszkalne buduje tu także Czerwonackie Towarzystwo Budownictwa Społecznego. Osiedla Karolin i Leśne mają charakter blokowisk typowych dla zabudowy miejskiej.
Pod koniec lat 70. XX wieku zbudowano wielką przetwórnię drobiu. W pobliżu mieści się też gminny zakład komunikacji Transkom. Po zachodniej stronie wsi, na prawym brzegu Warty, znajduje się Centralna Oczyszczalnia Ścieków dla miasta Poznania, jedna z największych w Polsce. W Koziegłowach usytuowano zakład karny.

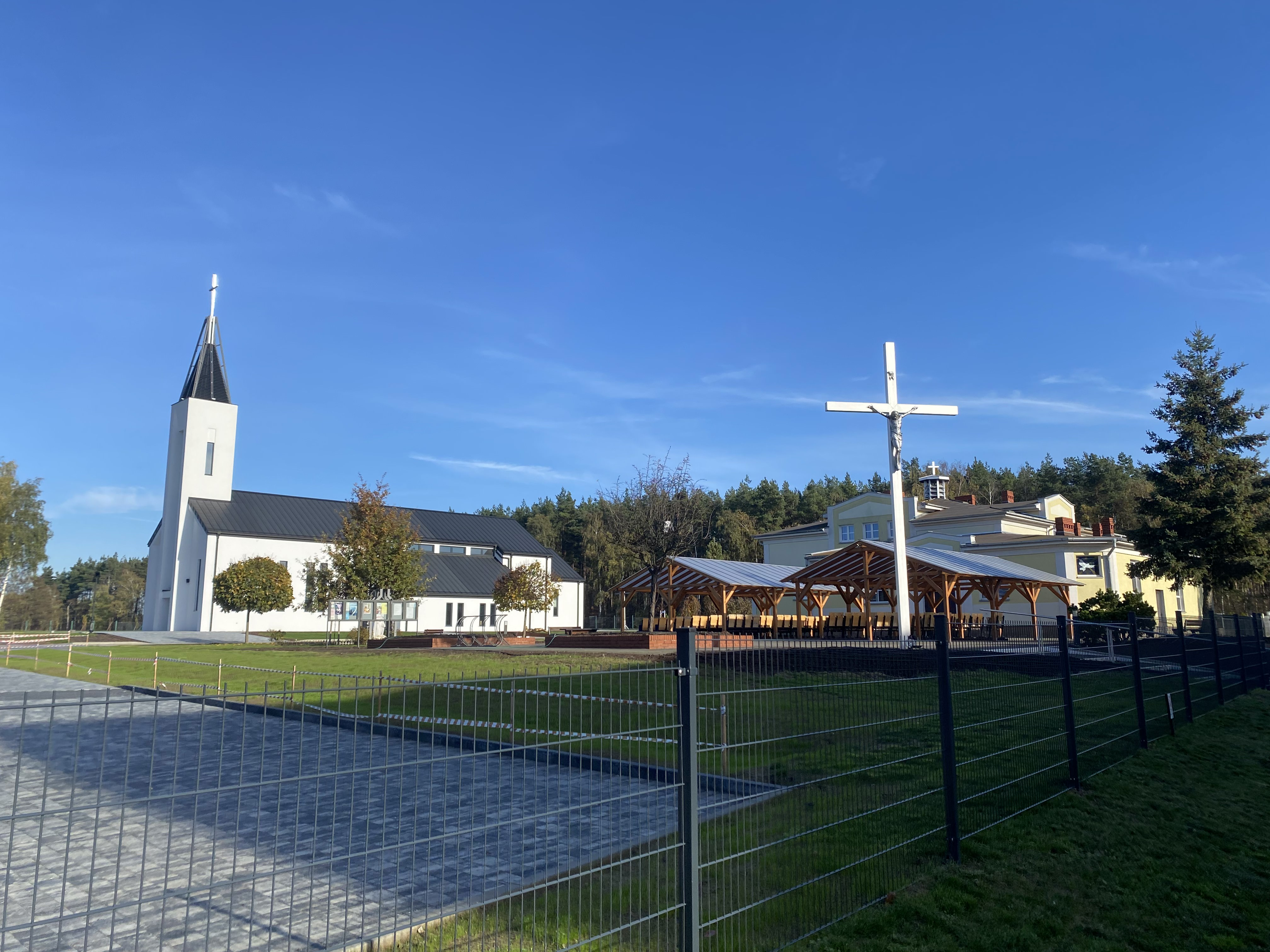
Kościół Rzymskokatolicki Matki Bożej Fatimskiej w Koziegłowach

We wsi mieści się Szkoła Podstawowa im. Stefana „Grota” Roweckiego oraz gimnazjum, dwa przedszkola publiczne i dwa prywatne, gminna pływalnia, klub sportowy „Karolinka”, poczta i ośrodek zdrowia. Znajdują się tu dwie parafie rzymskokatolickie – jedna pw. św. Brata Alberta, druga pw. Matki Bożej Fatimskiej – oraz zbór Świadków Jehowy. Obiektami o wartości kulturowej są budynek szkoły (jednooddziałowej) oraz przydrożny krzyż, wybudowane na początku XX wieku.

## Komunikacja
Komunikację publiczną w miejscowości organizuje ZTM Poznań i Transkom Czerwonak na następujących liniach: 320 i 322 (w relacji Poznań–Koziegłowy), 321 i 323 (z Poznania do innych miejscowości gminy Czerwonak), 341 i 342 (z Poznania do Murowanej Gośliny) oraz 396 i 398 (linie wewnątrzgminne).
Najbliższa stacja kolejowa: przystanek Poznań Karolin na linii Poznań–Murowana Goślina–Wągrowiec (około 2 km od centrum wsi).